# Chen Chieh
Chen Chieh (陳傑S; Taichung, 8 maggio 1992) è un ostacolista taiwanese.
Ha preso parte a numerose competizioni continentali conquistando numerose medaglie. Chen ha preso parte anche a due edizioni dei Giochi olimpici a Londra 2012 e Rio de Janeiro 2016 nei 400 metri ostacoli senza però mai conquistare la finale.

## Palmarès
| Anno | Manifestazione               | Sede           | Evento   | Risultato  | Prestazione | Note                                     |
| ---- | ---------------------------- | -------------- | -------- | ---------- | ----------- | ---------------------------------------- |
| 2009 | Giochi dell'Asia orientale   | Hong Kong      | 400 m    | 6º         | 48"40       |                                          |
| 2009 | Giochi dell'Asia orientale   | Hong Kong      | 400 m hs | 5º         | 52"98       |                                          |
| 2009 | Giochi dell'Asia orientale   | Hong Kong      | 4x400 m  | Bronzo     | 3'10"47     |                                          |
| 2010 | Campionati asiatici juniores | Hanoi          | 400 m    | Bronzo     | 47"85       |                                          |
| 2010 | Campionati asiatici juniores | Hanoi          | 400 m hs | Argento    | 51"13       |                                          |
| 2010 | Campionati asiatici juniores | Hanoi          | 4x100 m  | 4º         | 40"99       |                                          |
| 2010 | Mondiali juniores            | Moncton        | 400 m hs | Semifinale | 52"98       |                                          |
| 2011 | Campionati asiatici          | Kōbe           | 400 m hs | Bronzo     | 50"39       |                                          |
| 2011 | Universiadi                  | Shenzhen       | 400 m hs | Semifinale | 51"49       |                                          |
| 2012 | Campionati asiatici indoor   | Hangzhou       | 400 m hs | Batteria   | 49"88       |                                          |
| 2012 | Giochi olimpici              | Londra         | 400 m hs | Batteria   | 50"27       |                                          |
| 2013 | Campionati asiatici          | Pune           | 400 m hs | 5º         | 50"86       |                                          |
| 2013 | Giochi dell'Asia orientale   | Tientsin       | 400 m hs | Argento    | 49"90       |                                          |
| 2013 | Giochi dell'Asia orientale   | Tientsin       | 4x400 m  | Bronzo     | 3'10"72     |                                          |
| 2014 | Giochi asiatici              | Incheon        | 400 m hs | 5º         | 51"10       |                                          |
| 2015 | Campionati asiatici          | Wuhan          | 400 m hs | Argento    | 49"68       |                                          |
| 2015 | Universiadi                  | Gwangju        | 400 m hs | 6º         | 50"22       |                                          |
| 2016 | Giochi olimpici              | Rio de Janeiro | 400 m hs | Batteria   | 50"65       |                                          |
| 2017 | Campionati asiatici          | Bhubaneswar    | 400 m hs | Argento    | 49"75       |                                          |
| 2017 | Campionati asiatici          | Bhubaneswar    | 4x400 m  | 4º         | 3'06"51     |                                          |
| 2017 | Universiadi                  | Taipei         | 400 m hs | Argento    | 49"05       | Miglior prestazione personale stagionale |
| 2017 | Universiadi                  | Taipei         | 4×400 m  | Finale     | dq          |                                          |
| 2018 | Giochi asiatici              | Giacarta       | 400 m hs | 4º         | 49"62       |                                          |
| 2018 | Giochi asiatici              | Giacarta       | 4x400 m  | Batteria   | 3'08"76     |                                          |
| 2019 | Campionati asiatici          | Doha           | 400 m hs | Argento    | 48"92       | Miglior prestazione personale            |
| 2019 | Mondiali                     | Doha           | 400 m hs | Semifinale | 50"00       |                                          |
| 2021 | Giochi olimpici              | Tokyo          | 400 m hs | Batteria   | 50"96       | Miglior prestazione personale stagionale |
| 2022 | Mondiali                     | Eugene         | 400 m hs | Batteria   | 50"28       |                                          |
| 2023 | Campionati asiatici          | Bangkok        | 400 m hs | Semifinale | 50"19       |                                          |
| 2023 | Giochi asiatici              | Hangzhou       | 400 m hs | Batteria   | 50"85       |                                          |